# Hadžići
Hadžići è un comune della Federazione di Bosnia ed Erzegovina situato nel Cantone di Sarajevo con 24.979 abitanti al censimento 2013 situato a sud-est della capitale.

## Località
Il comune è formato dall'insieme delle seguenti località:
Hadžići, Pazarić, Tarčin, Luke, Lokve, Žunovnica, Drozgometva, Binježevo, Budmolići, Duranovići, Mokrine, Osenik, Raštelica, Trzanj, Donji, Hadžići